# Деловая улица (Киев)
Деловая улица — улица в Голосеевском и Печерском районах города Киева, в исторической местности Новое Строение. Пролегает от улицы Василия Тютюнника до улиц Короленковской и Казимира Малевича.
Примыкают улицы Большая Васильковская и Антоновича.

## История
Улица возникла в 30-е годы XIX столетия под названием Деловая (от Артиллерийского делового двора, который был расположен между современными улицами Деловой, Василия Тютюнника и Ивана Фёдорова).
С 1919 года носила название улица Бочковского, в честь украинского общественного и политического деятеля Леонарда Бочковского.
С 1938 года называлась Димитрова в честь Георгия Димитрова (1882—1949), деятель болгарского и международного коммунистического движения, Генерального секретаря Исполкома Коминтерна (название подтверждено в 1944 году).
В 2014 году части улицы Димитрова (в Голосеевском районе) возвращено историческое название, в 2015 году в решение внесены изменения, переименован также и часть улицы в Печерском районе.

## Памятники архитектуры и истории
В начале улицы в XIX века располагался так называемый «Деловой двор», где находились военно-хозяйственные постройки (д. № 1 и № 3). В конце XIX века здесь разместили казармы 1-го Уральского казачьего полка, позже — 1-й конный полк Свободной Украины войска Украинской Центральной Рады (1917‒1918 годы). Дом № 1 построен в 1896 году по проекту городского архитектора Александра Кривошеева, здесь размещалась одна казацкая сотня, цейхгауз и полковая хлебопекарня. Здание разрушено в 2007 году.
Дом № 3 был возведён в 1898 году, в 1912—1913 годах с левой стороны к нему пристроили четырехэтажный объём (архитектор Михаил Бобрусов). Здесь располагались три казацкие сотни, полковая столовая и кухня, пищевые хранилища.

## Учреждения
- Издательский дом «Едипресс Украина» (д. № 5)
- «Ситибанк Украина» (д. № 16-Г)

## Изображения

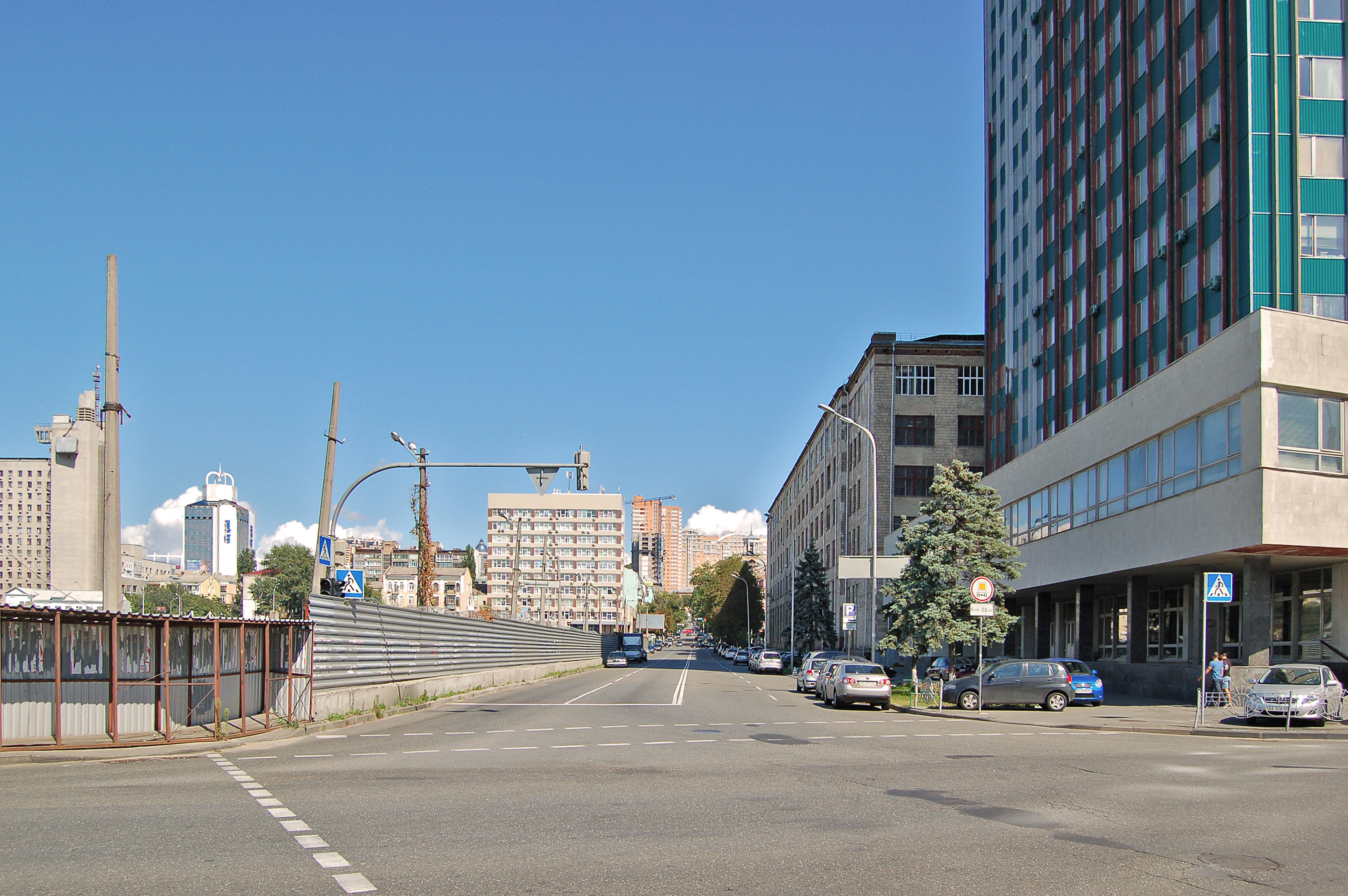
Вид улицы со стороны улицы Казимира Малевича
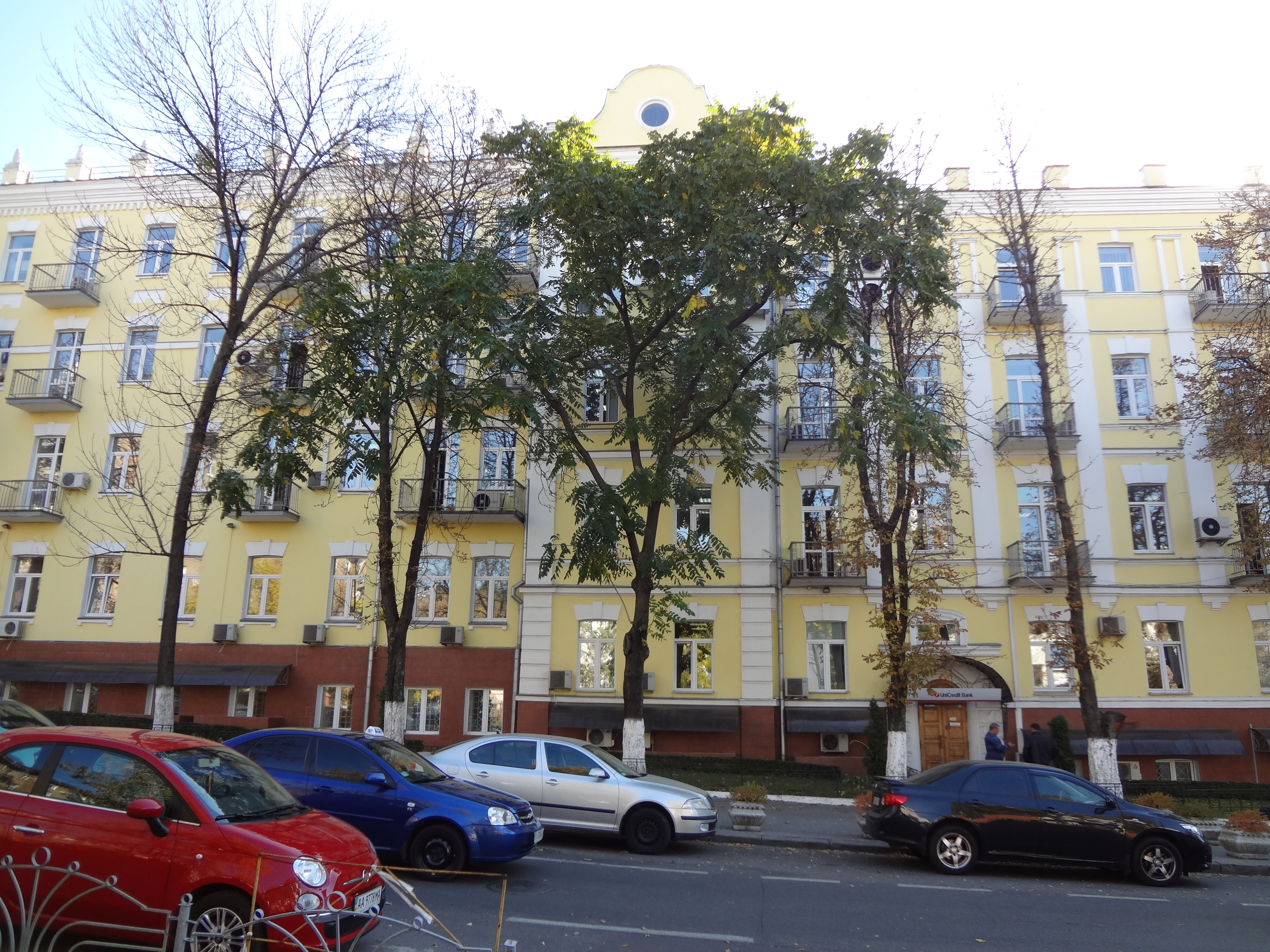
Дом № 3
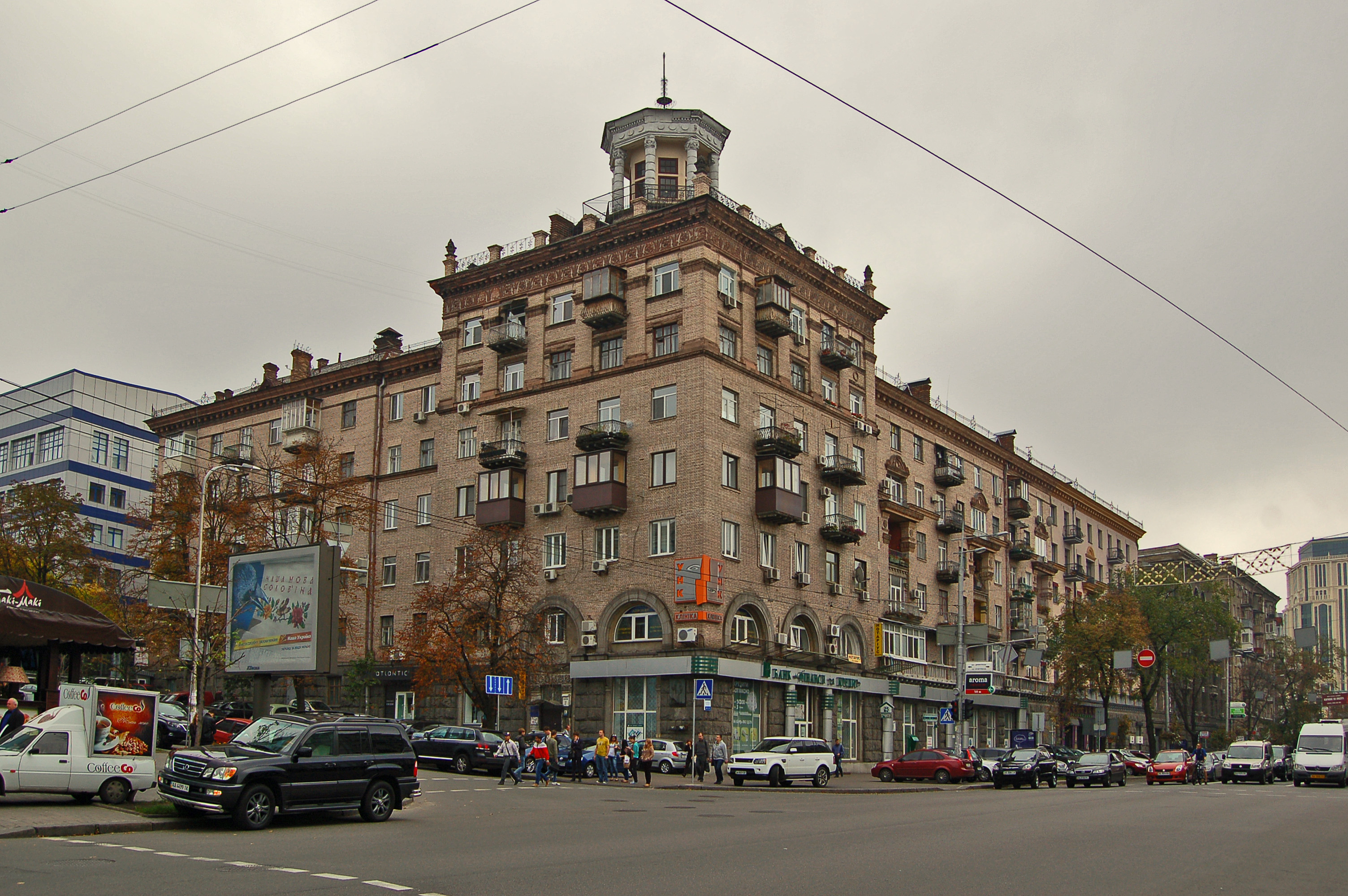
Дом № 67/7 на углу Большой Васильковской улице
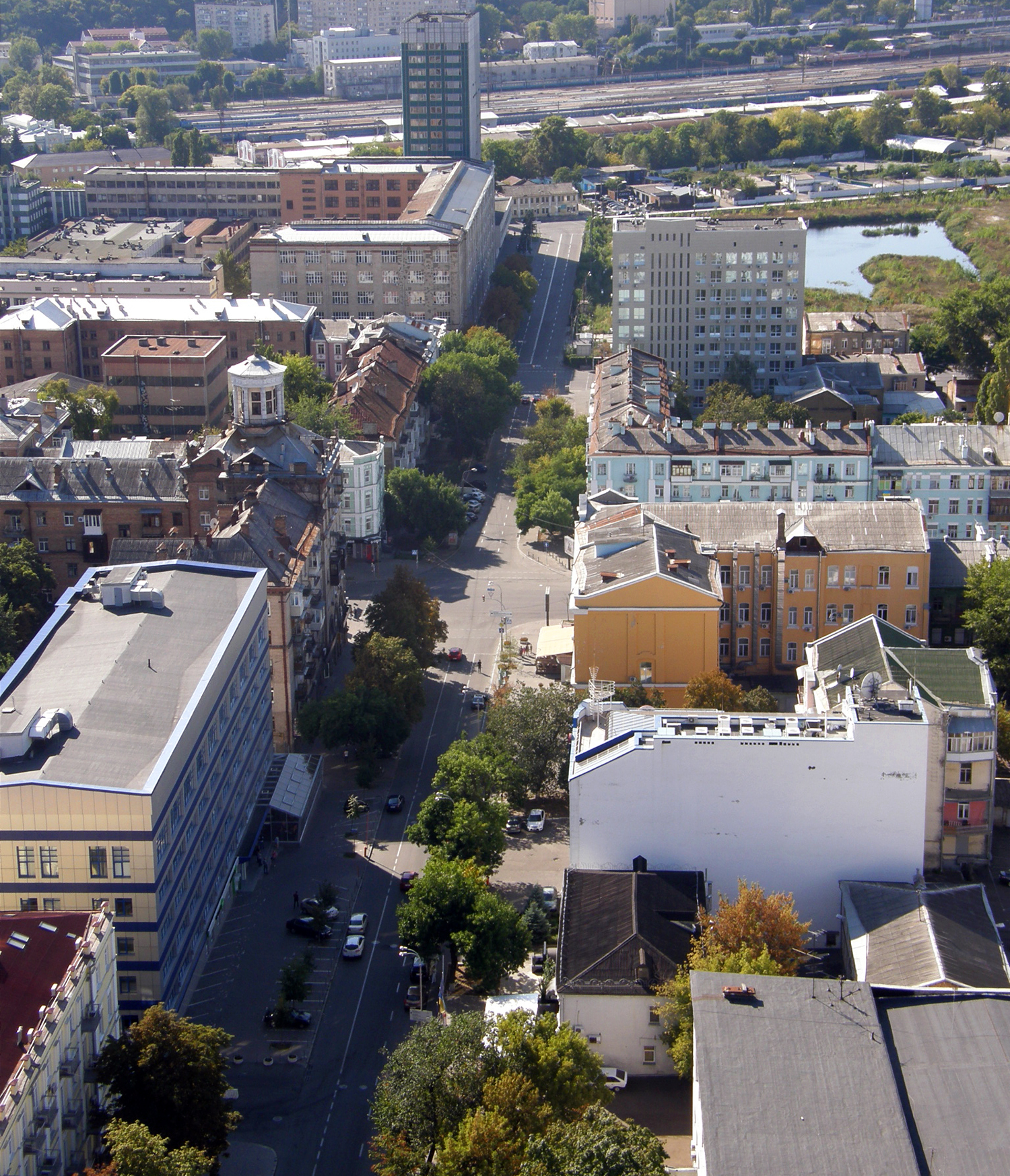
Деловая улица с конца